# Waschhaus (Auros)

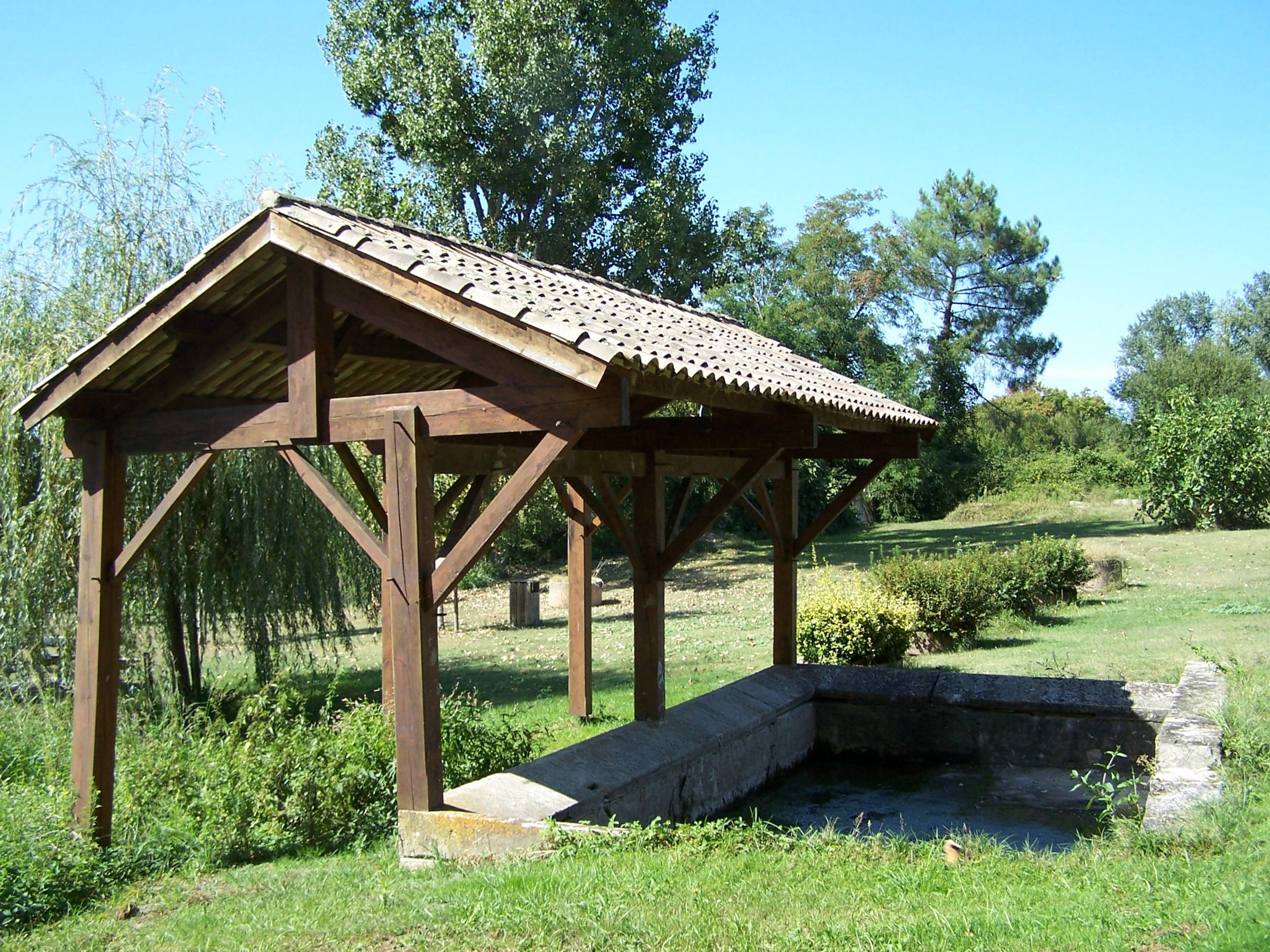
Waschhaus in Auros

Das öffentliche Waschhaus (französisch lavoir) in Auros, einer französischen Gemeinde im Département Gironde in der Region Nouvelle-Aquitaine, wurde Anfang des 20. Jahrhunderts errichtet.  
Das an allen Seiten offene Waschhaus besteht aus einer einfachen Holzkonstruktion mit Satteldach, das mit halbrunden Dachziegeln gedeckt ist. Das Waschhaus am Chemin de Monco wird von einer Quelle mit Wasser versorgt. Es wurde 1999 renoviert.